# ОШ „Доситеј Обрадовић” Београд
Основна школа „Доситеј Обрадовић” налази се у Београду, на територији градске општине Вождовац. Име носи по српском просветитељу, филозофу, реформатору и књижевнику, Димитрију „Доситеју” Обрадовићу.

## Историјат
На Ђурђевдан 1927. године, на некадашњој периферији града Београда, подигнут је темељ најстарије школе на предратном Душановцу. Након годину дана, тадашњи министар просвете, Милан Грол, отавара званично њена врата и даје јој назив „Школа на Душановцу”. Ову грађевину чиниле су 34 простране, светле и чисте учионице. У школској 1928/29, школа је имала 12 одељења и 693 ученика. У оквиру школе је постојало обданиште и амбуланта.
„Школа на Душановцу” 1931. постаје Основна школа „Доситеј Обрадовић”. Иако је рад у њој обављан у веома тешким просторним условима и у три смене, вођена је врло интензивна, планска и организована акција на осавремењивању наставног процеса - прати се и проучава савремена педагошка литература, врши се размена искустава са школама широм Југославије, уводи се у наставу коришћење трофејног 15-милиметарског кинопројектора, магнетофона, дијапројектора, стручне и дечје литературе. Поред редовне наставе у школи су се одвијале и друге активности.
Школске 1956/57. покренуто је издавање школског листа „Будућност”, најстаријег школског листа у Србији. Три године касније школа је добила и сопствену штампарију.
Године 1962, ученици прелазе у нову велику зграду, са кабинетима, фискултурном салом и парним грејањем. Обезбеђени су просторни и наставно-образовни услови за редовне наставне и ваннаставне активности.
Ученици су посебно истицали у ликовним и литерарним радовима.
Школски лист „Будућност” је добио Октобарске награде града Београда 1971. и 1981. Појединачне Октобарске награде су освојене 1970. и 1973. године, а награда од УНИЦЕФ-а је добијена 1973.
Школа се може похвалити и плодном сарадњом са многим школама из Србије и иностранства. Најдуже је трајала веза са ОШ „Иван Мажуранић” из Загреба.
Основна школа „Доситеј Обрадовић” основана је као нова школа Одлуком Владе Републике Србије о оснивању од 20. јуна 2002. године. Ова одлука објављена је у „Службеном гласнику РС”. По истом, ученици основних школа Доситеј Обрадовић и Максим Горки, наставиће образовање у једној установи, школи, Доситеј Обрадовић у улици Војислава Нановића број 2.

## О школи
Школа се истиче одличним условима за рад у великим и светлим учионицама и кабинетима. Настава физичког васпитања се држи у две фискултурне сале, спортском „балону” и на отвореним теренима у школском дворишту. У ђачкој кухињи се сваког дана припремају доручак, ужина и ручак.
Настава се одвија у две смене, а у школи је организован и продужени боравак за млађе ученике. Страни језици који се уче у школи су енглески, руски и немачки језик. Школска библиотека поседује око 23.000 књига. Тренутно се настава одвија са 447 ученика у згради површине 4.775 метара квадратних.